# Anselmo Colzani
Anselmo Colzani (* 28. März 1918 in Budrio; † 20. März 2006 in Mailand) war ein italienischer Opernsänger der Stimmlage Bariton.

## Leben
Colzani trat erstmals 1946 in Richard Wagners Lohengrin an der Seite von Renata Tebaldi als Elsa auf. Die zweite Rolle seines weitgespannten Repertoires – er trat in sechzig verschiedenen Rollen auf – war der Titelheld in Verdis Rigoletto. Danach führte ihn seine Karriere schnell an die Mailänder Scala und die New Yorker Metropolitan Opera. Er trat in insgesamt 18 Spielzeiten in New York auf. In seiner langen Laufbahn sang er unter anderen mit Maria Callas, Franco Corelli, Mario del Monaco und Carlo Bergonzi.
Wichtige Rollen waren der Simone Boccanegra in der gleichnamigen Verdi-Oper, der Amonasro in Aida, der Iago in Otello und die Titelpartie im Falstaff, weiters der Scarpia in Puccinis Tosca und der Jack Rance in Puccinis La Fanciulla del West.